# Arundel (Inglaterra)
Arundel es una localidad del Sudeste de Inglaterra en el condado de Sussex Occidental. Es conocida gracias a su castillo, residencia del Duque de Norfolk, y por su Catedral católica, sede de la diócesis de Arundel y Brighton. 

## Historia
Parece que Arundel fue, en un principio, un asentamiento creado entorno del puente que atravesaba el río Arun por su parte más baja. El puente continuó siendo un lugar muy transitado hasta que en 1908 se construyó un puente giratorio en Littlehampton. En época romana ya debía estar poblado, ya que se han encontrado vestigios de una antigua villa romana, Bignor Villa.
El Castillo de Arundel fue construido en 1068 durante el reinado de Guillermo el Conquistador para proteger los alrededores. La ciudad creció después construyéndose casas en la ladera sur del castillo. El 1141 el rey Esteban de Blois creó el título de conde de Arundel para premiar la fidelidad de Guillem de Aubigny , un caballero que después se casó con la viuda del rey Enrique I. El castillo fue dañado durante la Guerra Civil Inglesa y posteriormente restaurado en los siglos XVII y XIX. El castillo es la residencia oficial del Duque de Norfolk desde el siglo XII. En el siglo XVI, Philip Howard, XX conde de Arundel pasó a la historia al negarse a renunciar al catolicismo, por lo que fue detenido, encarcelado en la Torre de Londres y ejecutado. En 1970 fue canonizado por el Papa Pablo VI, como uno de los Cuarenta Mártires de Inglaterra y Gales.
En 1868, Henry Fitzalan-Howard, 15.ª Duque de Norfolk mandó construir un templo católico en Arundel, en concordancia con el estilo del imponente castillo de la familia, una iglesia de grandes proporciones inspirada en el gótico francés construida con piedra procedente de las canteras de Bath. La enorme iglesia parroquial, se convirtió en catedral en 1965 con la fundación de la diócesis Arundel-Brighton.
En 1963 se creó el Museo de Arundel por una asociación de vecinos que deseaban conservar la historia local. Con los años se ha ido ampliando hasta llegar a tener ocho salas.

## Geografía
El municipio de Arundel se encuentra situado sobre una meseta dentro de la cadena de colinas de piedra caliza conocidas como South Downs. Dista 79 km de Londres, 29 km de Brighton y 16 de Chichester, la capital del distrito. Al este de la ciudad pasa el Río Arun. La ruta de senderismo conocida como Monarch 's Way cruza el término municipal, este sendero de gran recorrido recibe el nombre por ser la ruta por donde pasó el rey Carlos II en 1651 en su huida tras la derrota en la batalla de Worcester.

## Toponimia
Hasta el siglo XVIII, el nombre de la ciudad se escribía Arundell. Según algunos el término deriva de "dell of the Arun" («valle del río Arun»), donde Dell sería una palabra anglosajona que determinaría el tipo de valle, en este caso "pequeño y con árboles creciendo en el". Esta explicación, no obstante, tiene el inconveniente de que el río no siempre se ha llamado así, antiguamente se llamaba Tarrant, pero por aplicación de la derivación regresiva, los habitantes de Arundel empezaron a decir Arun a su río. La etimología popular relaciona este topónimo con la palabra francesa Aronde ( « golondrina ») y se habría introducido durante la conquista normanda de Inglaterra. Esta creencia se apoya en el escudo heráldico de la ciudad donde sale esta ave.
La teoría del sustrato vascónico presenta la hipótesis de que la raíz Arun puede venir de un grupo de lenguas habladas en toda la región de Europa occidental del cual el euskera es la única lengua superviviente. En esta teoría la raíz Arun significaría "valle", como el elemento vascónico "aran", siendo el Valle de Arán, en Cataluña, otro ejemplo de dicha teoría.

## Vecinos ilustres
- Philip Howard, XX Duque de Norfolk, Santo de la Iglesia Católica, uno de los Cuarenta Mártires de Inglaterra y Gales.
- Derek Davis, poeta y pintor.
- Judy Geeson, actriz.
- Cara Horgan, actriz.
- George MacDonald, escritor, poeta y pastor de la Trinity Congregational Church de Arundel en 1850.
- Francis Meynell, poeta e impresor.
- John Cowper Powys, novelista.